# Maurice Riel
Maurice Riel, né le 3 avril 1922 et mort le 20 juillet 2007, est un avocat et homme d'État canadien. Il est président du Sénat de 1983 à 1984.

## Biographie
Maurice Riel naquit le 3 avril 1922, ayant comme parent éloigné Louis Riel. Il étudia le droit et fut admis par le barreau du Québec en 1945.
Après avoir fondé sa propre firme à Montréal avec Louis-René Beaudoin sous le nom Beaudoin, Riel, Geoffrion & Vermette, devenu Dunton Rainville, Riel travailla dans le droit international, ayant de nombreux clients en France. En 1958, il rejoint le Conseil de la Reine et travailla à la Banque du Canada de 1963 à 1969.
En 1947, Riel rejoint le Parti libéral du Canada, puis le Sénat en 1973, sur les conseils du premier ministre Pierre Trudeau, et travailla sur la politique d'immigration et les affaires étrangères, entre autres. Le 16 décembre 1983, il est nommé Président du Sénat mais garda cette place moins d'un an à cause de la victoire du parti progressiste-conservateur lors de l'élection fédérale de 1984. Il est alors remplacé par Guy Charbonneau.
Riel resta actif au Sénat jusqu'à son départ à la retraite en 1997.